# Jan Hřímalý
Jan Hřímalý, ros. Иван Войцехович Гржимали Iwan Wojcechowicz Grżymali (ur. 13 kwietnia 1844 w Pilźnie, zm. 11 stycznia?/24 stycznia 1915 w Moskwie) – czeski skrzypek i pedagog.

## Życiorys
W latach 1855–1861 był uczniem Moritza Mildnera w Konserwatorium Praskim. Od 1862 do 1868 roku był koncertmistrzem orkiestry symfonicznej w Amsterdamie. W 1869 roku na zaproszenie Nikołaja Rubinsteina wyjechał do Moskwy. W 1874 roku objął posadę profesora skrzypiec w Konserwatorium Moskiewskim jako następca Ferdinanda Lauba, którego córkę poślubił. Do grona jego uczniów należeli Nikołaj Rosławiec, Stanisław Barcewicz i Reinhold Glière. Występował jako solista, współpracował też z wieloma orkiestrami symfonicznymi jako koncertmistrz i dyrygent, przyczyniając się do rozwoju moskiewskiej szkoły skrzypcowej. Zorganizował własny kwartet smyczkowy. Dokonał prawykonań utworów Piotra Czajkowskiego: II Kwartetu smyczkowego (1874), III Kwartetu smyczkowego (1876) i Tria fortepianowego (1882).
Opublikował pracę Tonleiterstudien und Übungen in Doppelgriffen für die Violine (Praga 1895).